# Песенка про меня
«Песенка про меня» («Так же как все») — песня Александра Зацепина на стихи Леонида Дербенёва. Впервые исполнена Аллой Пугачёвой в фильме «Женщина, которая поёт» (1978). 
По итогам 1978 года песня занимала 5-е место, а годом позже — 14-е, в списке самых лучших песен по версии хит-парада «Звуковая дорожка». Аудиозапись вошла в студийный альбом Пугачёвой «Зеркало души»; позднее издавалась на её мини-альбоме «Женщина, которая поёт».

## История песни
Песня писалась в ходе сочинения саундтрека к фильму «Женщина, которая поёт», в главной роли с Аллой Пугачёвой. По словам супруги Дербенёва Веры самой Пугачёвой эта композиция изначально не очень пришлась по душе и исполнять её она не желала, однако, чтобы переубедить Пугачёву поэт решился написать текст к песне такой, от которого бы она не смогла отказаться, поскольку считал что эта песня — настоящий шлягер, который просто не может не быть услышанным.
Над написанием текста поэт провёл немало времени, стараясь полностью оправдать свои ожидания. Так, на свет родилась исповедь эстрадной звезды, убеждающей слушателей что её жизнь — отнюдь не праздник. Такой текст идеально подходил для сюжета фильма «Женщина, которая поёт», и, несмотря на то, что композитору Александру Зацепину услышанный припев песни показался неблагозвучным и труднопроизносимым, сама Пугачёва в итоге решилась спеть её, оставив всё как есть без дополнительных изменений.

Относительно этой неблагозвучности припева песни Александр Зацепин рассказывал в одном из интервью радиостанции «Эхо Москвы»: 
…Дербенёву я сказал: „Как-то припев очень неудобный“ — „Так же как все, как все, как все…“ — „Как-то невокально“. Но Алла отстояла. Она тоже в это время была и сказала: „Нет-нет-нет, всё нормально, я всё спою хорошо, нормально, хорошо“. Ну, так и осталось.
Кто, не знаю, распускает слухи зря,

Что живу я без печали и забот,

Что на свете всех удачливее я,

И всегда, и во всем мне везёт.

Так же как все, как все, как все

Я по земле хожу, хожу,

И у судьбы, как все, как все

Счастья себе прошу…

Счастья себе прошу.
В тот год, когда была представлена песня широкой публике, в одном из интервью советской прессе Алла Пугачёва признавалась что «Песенка про меня» является её одной из двух собственных любимых песен. Она также отмечала что именно этой песней намеренно подводит концерты к завершению, поскольку только к самому концу концерта она воспринимается слушателями как задумывалось.

## Кавер-версии
С переездом в начале 1980-х годов Александра Зацепина во Францию эту песню там записал местный певец Филипп Барраке (Philippe Barraqué) под названием «Taxi Taxi», которая в СССР в 1982 году издавалась на пластинке «Дни летят» фирмы «Мелодия». Зацепин признавался, что к нему обращался музыкальный редактор из французского издательства, которому очень понравилась песня, и уже через него песня попала в руки Барраке. Услышав слова «такси, такси» в строке «как все, как все», он подложил под мелодию Зацепина свои стихи на французском.
В 1988 году чехословацкий аккордеонист и композитор Петер Ганзели выпустил первый сольный инструментальный альбом «Magic Love», куда вошли как его собственные композиции, так и произведения других авторов; первую сторону альбома открывал кавер на песню Пугачёвой. Аранжировщиком выступил Индржих Парма (он же был автором двух треков на альбоме), клавишник ансамбля Карела Вагнера, который записал все партии электронных музыкальных инструментов; Ганзели исполнил соло на аккордеоне.
В 1997 году специально для трибьют-альбома «Сюрприз от Аллы Пугачёвой» кавер-версию песни записал Алексей Глызин; позже он так же включил её в свой альбом «Запоздалый экспресс».
В марте 2009 года на творческом вечере Александра Зацепина свою кавер-версию в стиле поп-рок исполнила казахско-российская группа А’Студио. Позже, с позволения авторов, а также одобрения самой Аллы Пугачёвой, под названием «Так как же все» было решено выпустить кавер в широкую ротацию и приурочить его к 60-летнему юбилею Пугачёвой. В исполнении группы А’Студио песня обрела новую популярность, став в 2009 году одним из главным хитов года. В 2010 году кавер вошёл в их альбом «Волны». В 2016 году на 90-летнем юбилейном концерте маэстро Александра Зацепина группа выступила с этой песней в Кремле.
В 2016 году «Роскосмос» отнёс кавер-версию песни в исполнении группы «А’Студио» к ряду космических композиций.